# Torre de' Picenardi
Torre de' Picenardi es una localidad y comune italiana de la provincia de Cremona, región de Lombardía, con 1.839 habitantes.

## Evolución demográfica
| Gráfica de evolución demográfica de Torre de' Picenardi entre 1861 y 2001 |
|                                                                           |
| Fuente ISTAT - elaboración gráfica de Wikipedia                           |